# ريتشارد سميث (لاعب اتحاد الرغبي بريطاني)
ريتشارد سميث (بالإنجليزية: Richard Smith)‏ هو لاعب اتحاد الرغبي بريطاني، ولد في 6 يونيو 1973 في Pontypool ‏ في المملكة المتحدة.